# E-branding
E-branding (znany również jako branding online) – jest to proces kreowania marki w Internecie oraz kanały mediów społecznościowych jako środek do pozycjonowania marki na rynku.
Znaczenie brandingu wzrasta wraz z postępami w dziedzinie internetu. Większość przedsiębiorstw eksploruje różne kanały online, takie jak wyszukiwarki internetowe, media społecznościowe, dystrybucja prasy online czy platformy handlowe online, aby nawiązać silne relacje z konsumentami i zwiększyć świadomość marki.
W ostatnim czasie działania tego typu nabierają szczególnego znaczenia. Umożliwiają one kontakt ze znacznie szerszą grupą odbiorców.
Działania e-brandingu muszą współgrać ze strategią firmy, która ma za zadanie zdobycie i utrzymanie klienta.
Wymaga to od firmy:
- nawiązania do symboliki i emocjonalnych skojarzeń klienta marką
- różnorodnych form promocji przedsiębiorstwa w sieci
- sprawnej i szybkiej obsługi klienta
- zaoferowania na swojej stronie wartości dodanej